# Devil's Path
Devil's Path drugi je EP Norveškog black metal-sastava Dimmu Borgir. EP je 19. lipnja 1996. godine objavila diskografska kuća Hot Records. 

## Popis pjesama
Tekstovi: Shagrath, glazba: Shagrath i Erkekjetter Silenoz.
| 1.    | »Master of Disharmony«                                         | 6:05 |
| 2.    | »Devil's Path«                                                 | 5:29 |
| 3.    | »Nocturnal Fear« (obrada Celtic Frosta)                        | 3:23 |
| 4.    | »Nocturnal Fear (Celtically Processed)« (obrada Celtic Frosta) | 3:28 |
| 18:25 |                                                                |      |

## Zasluge
Dimmu Borgir
- Shagrath — gitara, vokali, sintesajzer, naslovnica
- Erkekjetter Silenoz — gitara
- Tjodalv — bubnjevi, udaraljke
- Nagash — bas-gitara

Ostalo osoblje
- Christophe "Volvox" Szpajdel — logotip
- Marius Ryen — produkcija, inženjer zvuka
- Vargnatt — mastering